# Igreja Armênia do São Salvador (Derbente)
A Igreja Armênia do São Salvador (em russo:  Церковь Святого Всеспасителя) é uma igreja armênia na cidade de Derbente, Rússia.  Localizado no centro da cidade, na rua Kazi-Magomed, 7. 
É considerada uma das maiores igrejas armênias do Daguestão e da Rússia, incluída na lista de Patrimônios Mundiais da UNESCO.

## História
O autor do projeto da igreja foi o escritor armênio G. M. Sundukyan, que servia em Derbente na década de 1850. A igreja foi construída em 1870 (de acordo com outras fontes em 1871  ) no bairro armênio da cidade, no local da capela. Em 1888, uma torre sineira foi adicionada à igreja. Foi gravemente danificado durante a Guerra Civil, em particular, o tambor em forma de tenda de doze lados, o nível superior da torre da torre sineira e o telhado foram destruídos. 
Por decreto do Conselho de Ministros da DASSR nº 289, de 15 de agosto de 1975, o edifício da igreja foi reconhecido como monumento arquitetônico e levado sob proteção do Estado. De 1976 a 1982, o prédio foi restaurado, os elementos perdidos foram reconstruídos novamente. Após a restauração, foi transferido para a Reserva-Museu Histórico, Arquitetônico e de Arte do Estado de Derbente (abriga o departamento de “Tapetes e Artes Decorativas e Aplicadas”). 
Desde maio de 2009, a igreja realiza periodicamente cerimônias para o batismo e casamento dos paroquianos  . 

## Arquitetura
O edifício da igreja é de cúpula cruzada, as dimensões são 22,5 por 15,7 metros. É construído com pedras de concha talhadas, as paredes não são rebocadas. No centro do salão, há quatro pilares que sustentam um tambor de doze lados. Entradas em forma de portais nas fachadas norte, sul e oeste. Quatro janelas nas fachadas norte e sul (2 falsas) e duas no oeste. A abside possui a forma de uma borda com uma janela falsa. Acima dos portões norte e sul, bem como na abside, existem janelas cruciformes  . 

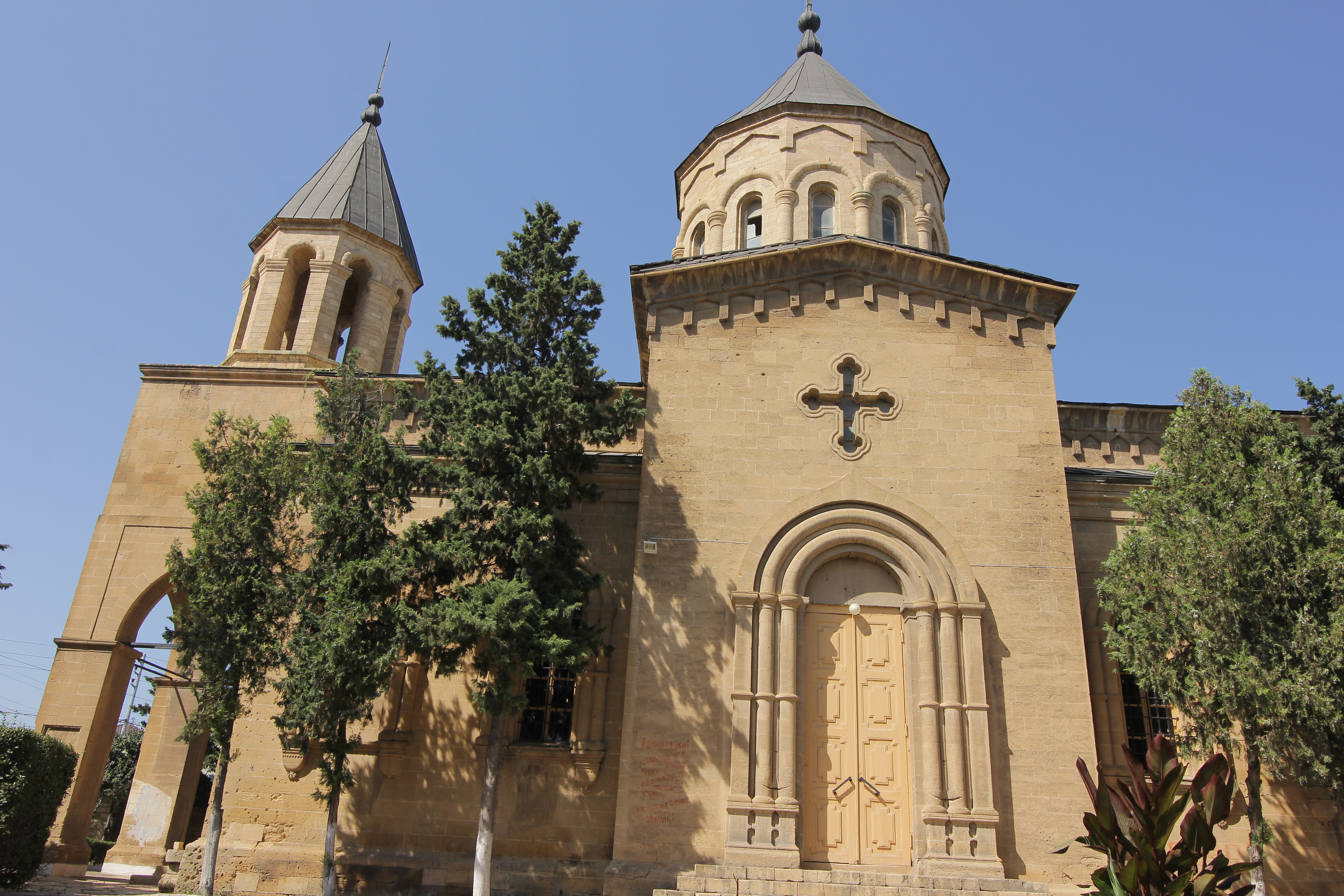
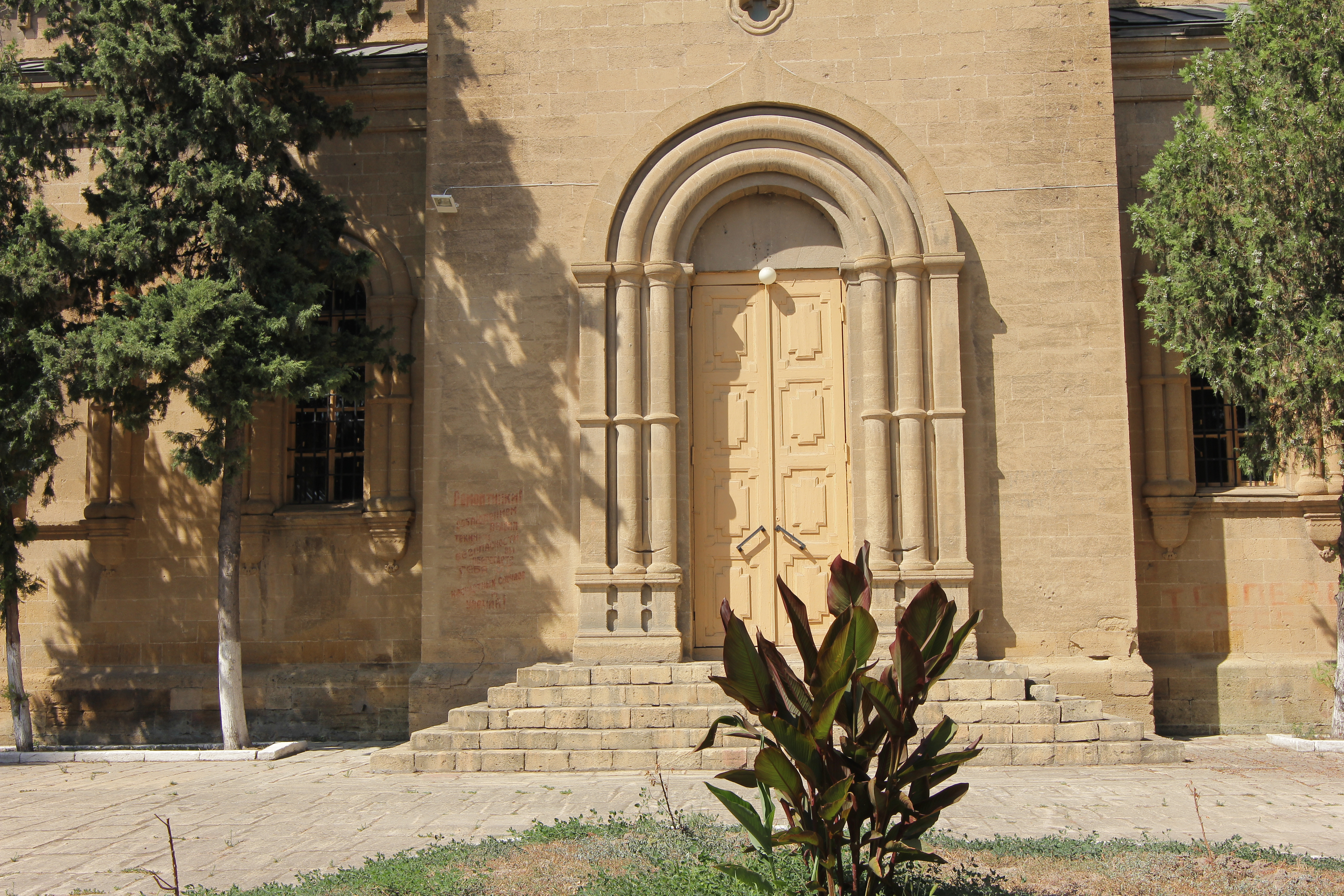
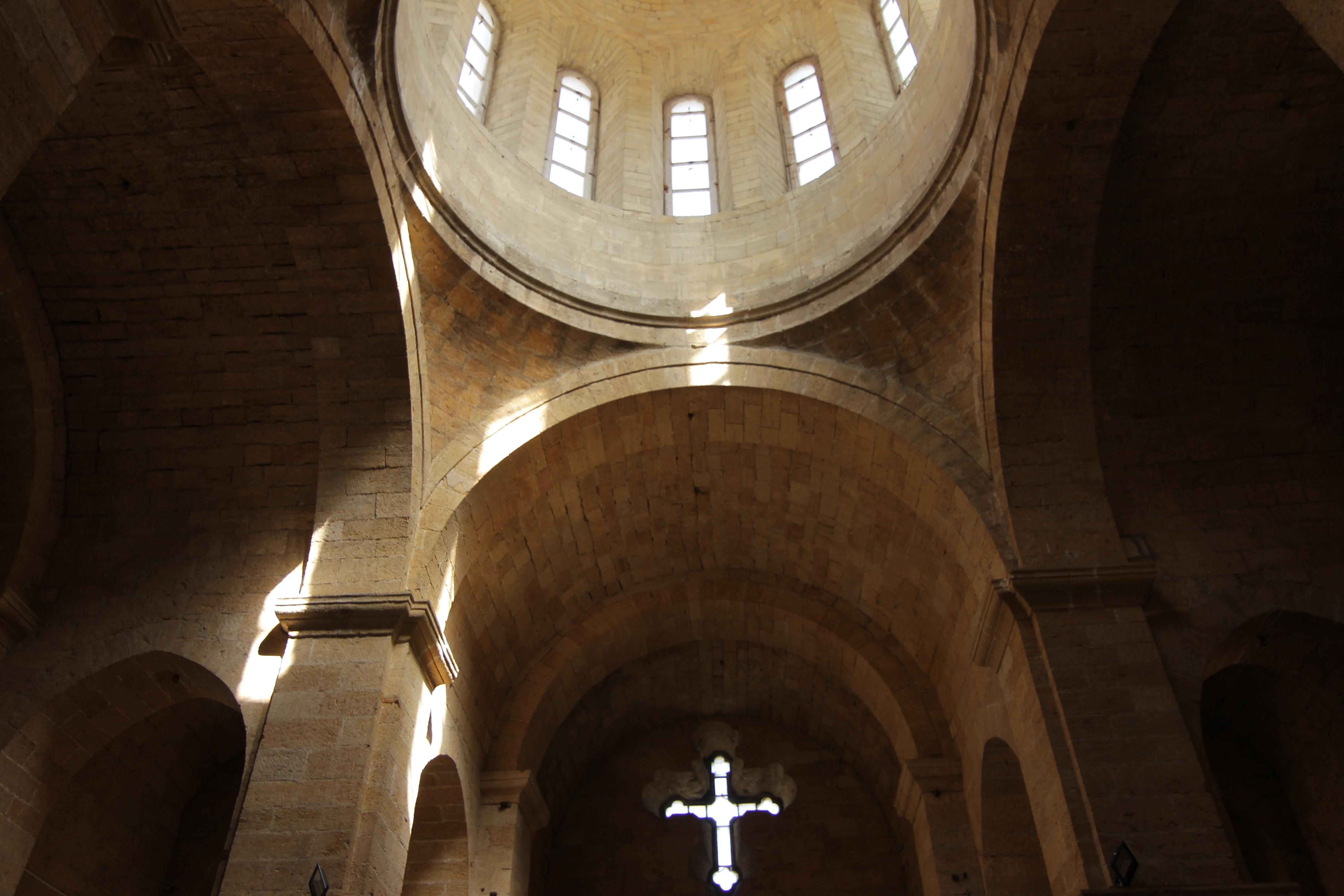
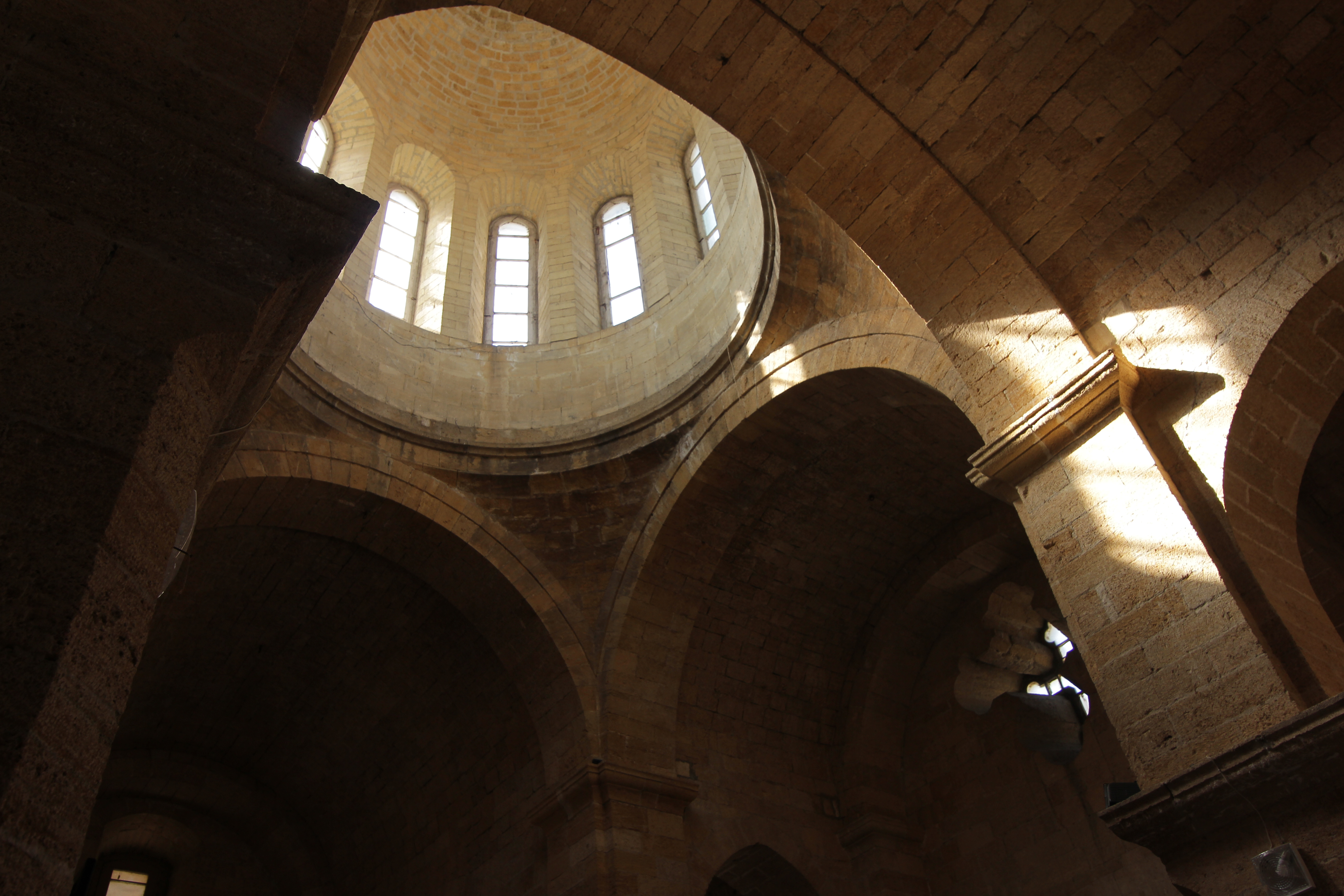
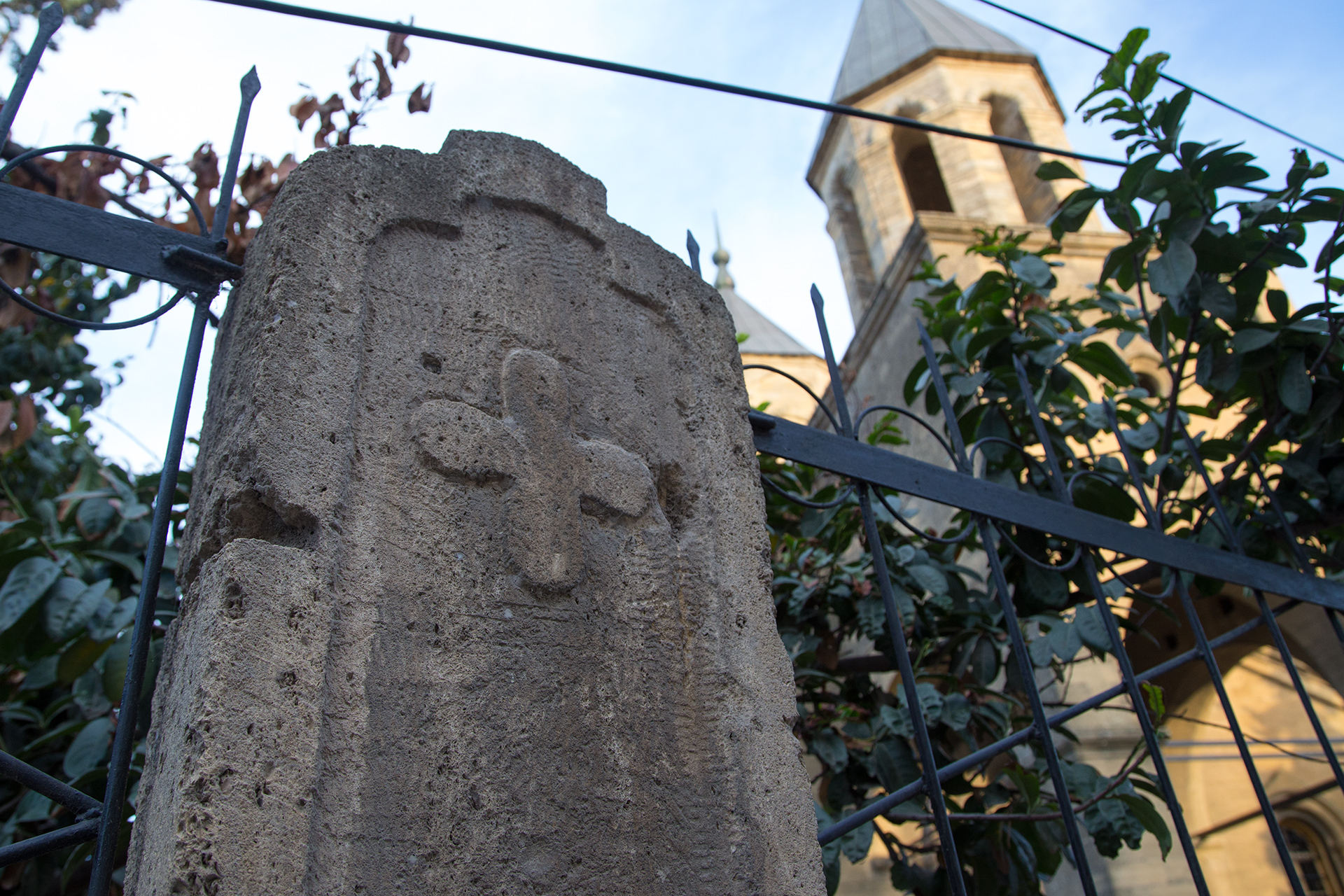
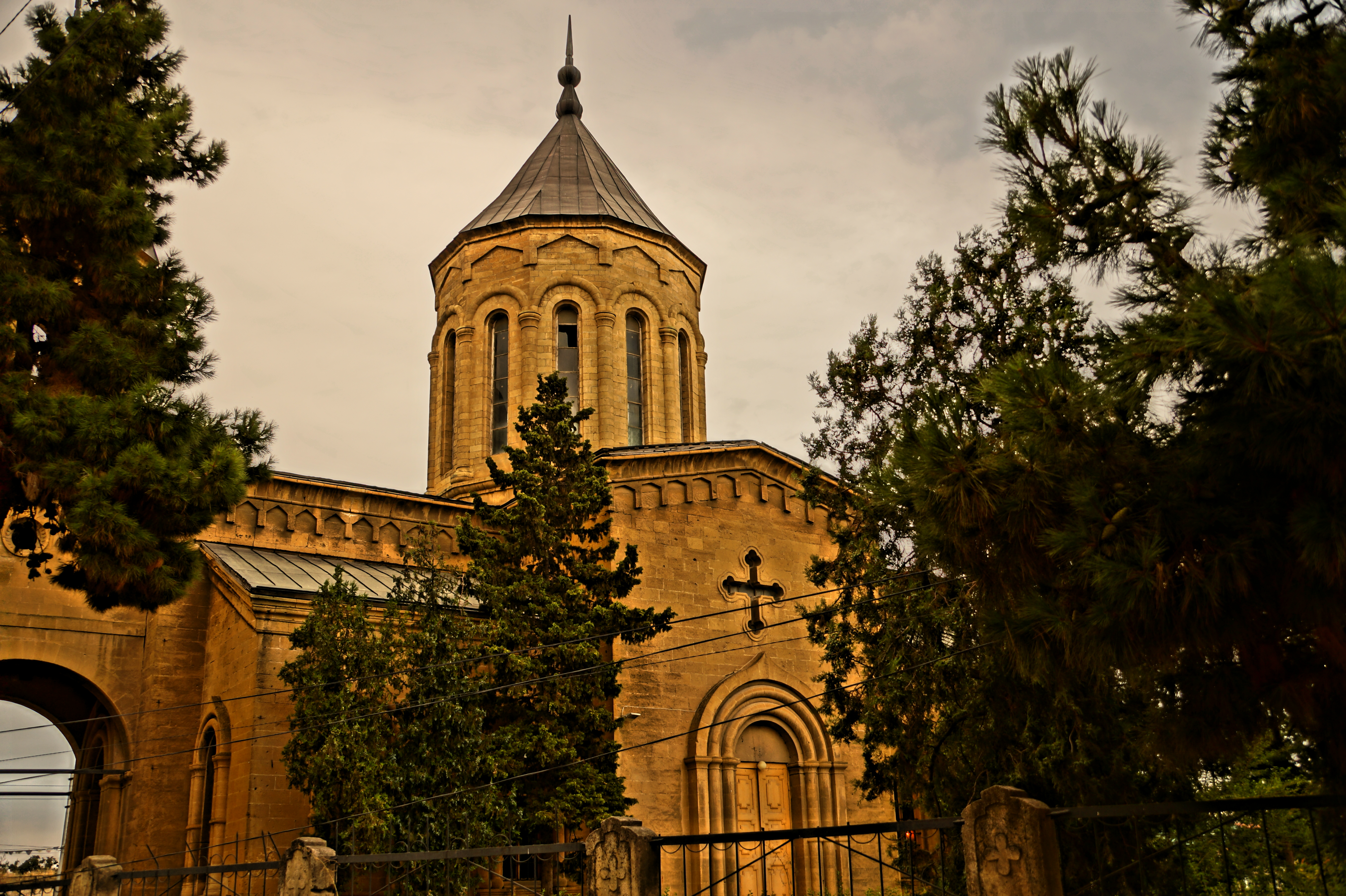
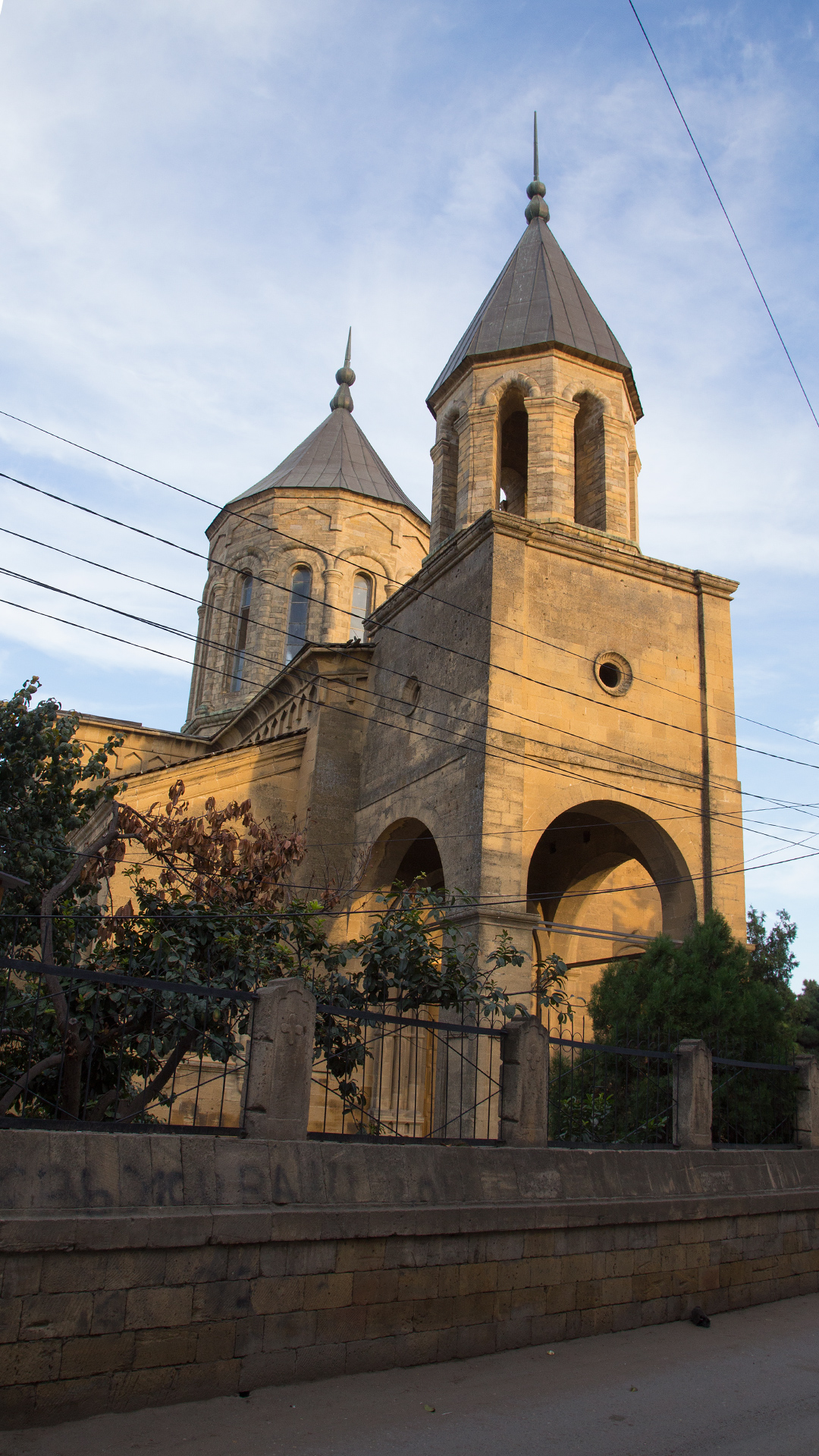